# Daviesa
Genre
Synonymes
- Malala Davies, 1993 nec Distant, 1910

Daviesa est un genre d'araignées aranéomorphes de la famille des Amaurobiidae.

## Distribution
Les espèces de ce genre sont endémiques du Queensland en Australie.

## Liste des espèces
Selon World Spider Catalog (version 17.5, 12/09/2016) :
- Daviesa gallonae (Davies, 1993)
- Daviesa lubinae (Davies, 1993)

## Étymologie
Ce genre est nommé en l'honneur de Valerie Todd Davies.

## Publications originales
- Koçak & Kemal, 2008 : New synonyms and replacement names in the genus group taxa of Araneida. Centre for Entomological Studies Miscellaneous Papers, no 139-140, p. 1-4 (texte intégral).
- Davies, 1993 : A new spider genus (Araneae : Amaurobioidea) from rainforests of Queensland, Australia. Memoirs of the Queensland Museum, vol. 33, p. 483-489.